# Эдевехт
Эдевехт (нем. Edewecht) — община в Германии, в земле Нижняя Саксония.
Входит в состав района Аммерланд.  Население составляет 22 270 человек (на 31 декабря 2017 года). Занимает площадь 113,46 км².

## Демография
| Год  | Население |
| ---- | --------- |
| 1990 | 14 809    |
| 1995 | 16 730    |
| 2000 | 18 617    |
| 2005 | 20 654    |
| 2010 | 21 193    |
| 2017 | 22 270    |

## Административно-территориальное деление
Община подразделяется на 15 сельских районов.

## Фотографии

Эдевехт

Эдевехт